# Peer Krisztián
Peer Krisztián (álneve: Hill Ferenc) (Dorog, 1974. július 22.–) magyar költő, forgatókönyvíró, dramaturg.

## Életpályája
Szülei: Peer Lajos és Kerekes Ágnes. A Trefort Ágoston Gimnáziumban érettségizett. 1992–1997 között az ELTE Bölcsészettudományi Kar (ELTE BTK) magyar-filozófia-esztétika szakos hallgatója volt. A Tünet Együttes dramaturgja.

## Színházi munkái

### Színész
- Check Point Charlie 2....
- Rossz-lesz varieté....
- Sírás lesz a vége....
- Molnár Péter: Keresők....

### Szerző
- Hősök (2002)
- Új sanzonok avagy hangos nyelvemlék a kételyek korából (2002)
- Szorongás orfeum (2004, 2008)
- Nesze, nesze, nesze! (2006)
- Old Death (avagy én se téged) (2007)
- Pestiesti (2007)
- Teliholdkor az emberek olyan bolondosok (2008)
- Az élet értelme, avagy időmúlás 60 percben (2009)
- Behajtani szabad! (2009)
- Gyász (2010)
- Jom & Terry (2010)
- Tigris és hiéna (2013)
- 42 (2017)[1]

### Rendezőként
- Szabó Réka: Priznic (2006)

## Filmjei
- Alterego (2007)
- Farkasember (2008)
- Hajónapló (2010)
- A holló (2012) (színész)
- Eltörölni Frankot (2021) (színész)

## Művei
- Belső Robinson (versek, 1994)
- Szőranya (versek, 1997)
- Név (versek, 1998)
- Hoztam valakit magammal (versek, 2002)
- Hill Ferenc: Fallosz monológok (2002)
- Keresők (képregény, Molnár Péterrel, 2007)
- 42 (versek, Jelenkor, 2017)
- Nem a sajátod; Jelenkor, Bp., 2019
- Bizony (versek) Jelenkor, Bp., 2022.

## Díjai
- Móricz Zsigmond-ösztöndíj (1997)
- Déry Tibor-díj (2001)
- Örkény István drámaírói ösztöndíj (2004)
- Füst Milán-díj (2016)
- Merítés-díj (2018)
- Baumgarten-díj (2020)
- Erzsébetvárosi irodalmi ösztöndíj (2020)